# Schloss Niederhornbach

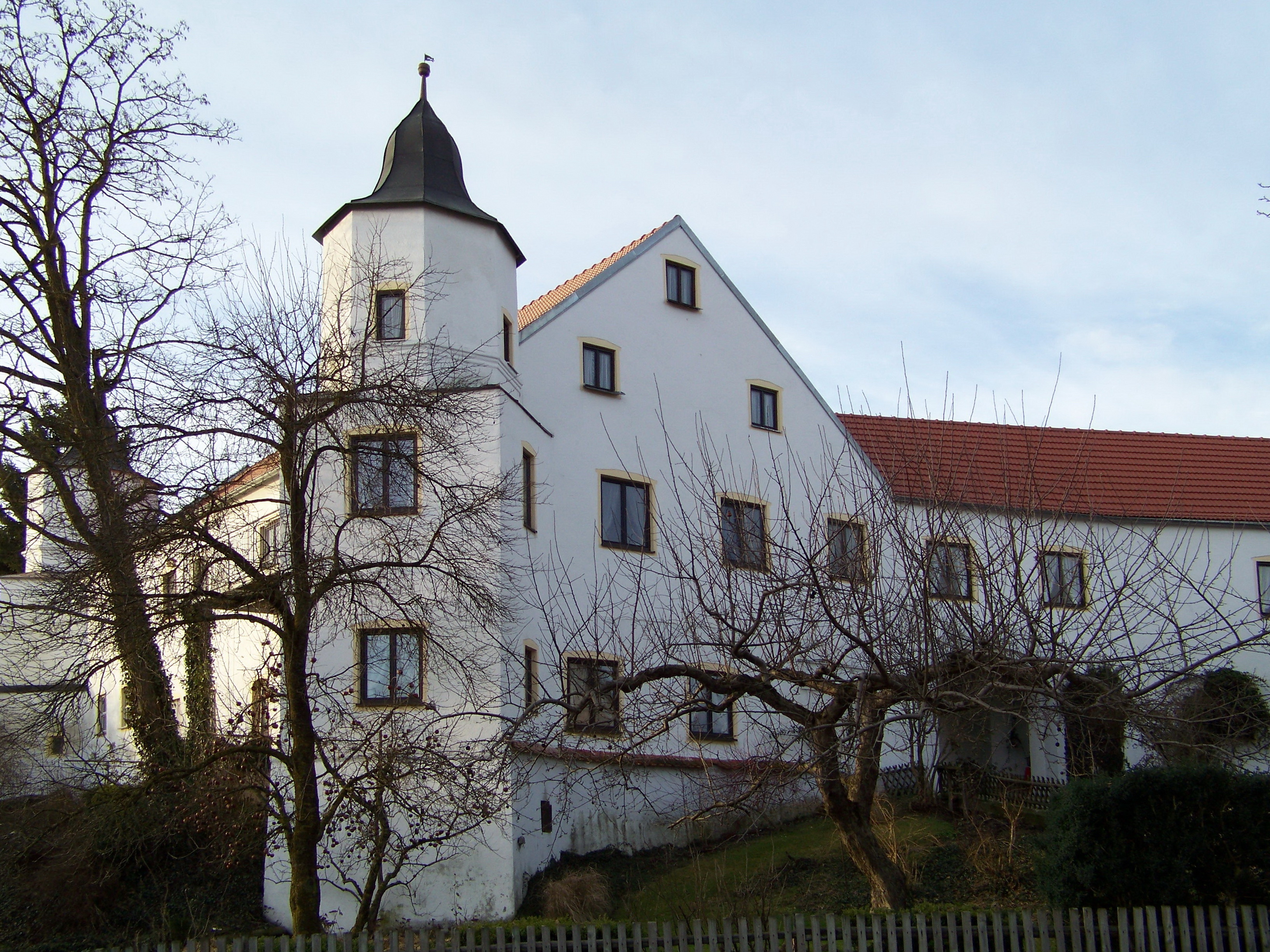
Schloss Niederhornbach

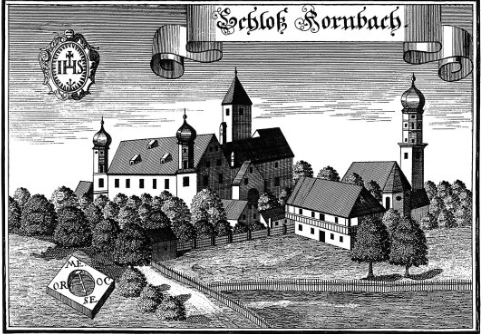
Schloss Niederhornbach nach einem Stich von Michael Wening (1726)

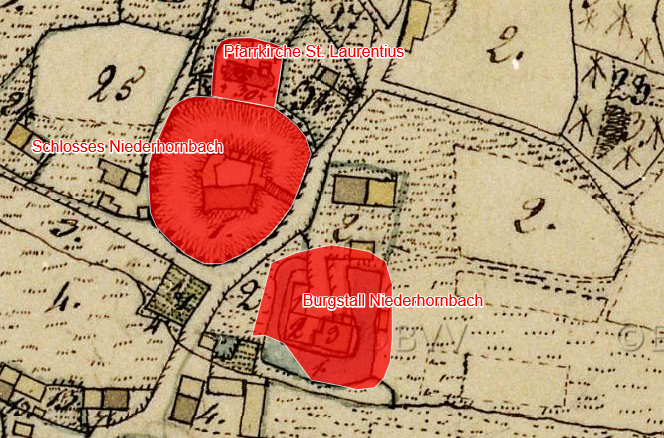
Lageplan von Kirche, Schloss und Burgstall Niederhornbach auf dem Urkataster von Bayern

Schloss Niederhornbach ist ein Schloss in Niederhornbach in der Gemeinde Pfeffenhausen im Landkreis Landshut in Bayern. Es ist unter der Aktennummer D-2-74-172-46 ein denkmalgeschütztes Baudenkmal von Niederhornbach; die Anlage wird ferner als Bodendenkmal unter der Aktennummer D-2-7337-0103 als „untertägige mittelalterliche und frühneuzeitliche Befunde im Bereich des Schlosses von Niederhornbach mit einstmaligen Nebengebäuden, Gartenanlagen und Befestigungselementen, darunter die Spuren von Vorgängerbauten bzw. älteren Bauphasen und abgegangenen Gebäudeteilen“ geführt.

## Geschichte
Hornbach war eine Hofmark im Besitz des Klosters Ebersberg, welches diese Hofmark seit Mitte des 15. Jahrhunderts an die Adelsfamilie der Maroldinger belehnten. Die beiden letzten jungen Maroldinger blieben 1636 im Dreißigjährigen Krieg. Aus ihren an den Landesherrn heimgefallenen Gütern schenkte der Kurfürst die Hofmark den Jesuiten. Es sollte zuerst den Münchner Jesuiten zukommen, fiel 1639 aber vorläufig an das Jesuitenkolleg Landshut. Nach Zerstörung im Dreißigjährigen Krieg erfolgte der Neuaufbau 1666. Die Hofmark unterstand von 1652/1658 bis zur Auflösung des Jesuitenordens 1773 dem Jesuitenkolleg München. Gegen Ende des 18. Jahrhunderts gehörte die Hofmark Hornbach den Grafen von Lodron.

## Baubeschreibung
Das Schloss steht unter Denkmalschutz (Nummer D-2-74-172-46) und wird folgendermaßen beschrieben:
- Dreiflügelanlage über mittelalterlichem Kern, Wiederaufbau 1665
- Hauptgebäude, zweigeschossiger Massivbau mit Satteldach und zwei Ecktürmen, Ostflügel mit Laubengang und Arkaden zum Hof.